# Hischām ibn ʿAbd al-Malik und der junge Beduine
Die Hischām ibn ʿAbd al-Malik und der junge Beduine ist eine Erzählung aus den Geschichten aus Tausendundeine Nacht. In der Arabian Nights Encyclopedia wird sie als ANE 68 gelistet.
In der Erzählung wird dem zehnten Umayyaden-Kalifen Hischām ibn ʿAbd al-Malik durch einen arabischen Schafshirten eine Lektion über gutes Benehmen erteilt.

## Handlung
Als der Kalif Hischām ibn ʿAbd al-Malik mit seinen Hunden auf der Jagd nach einem Reh war, begegnete er einem arabischen Schafhirten und fragt, wo das Reh ist. Der Araber war wenig angetan davon, dass er ohne Gruß von dem Kalifen angesprochen wurde. „Deine Worte sind die eines Tyrannen, und dein Benehmen ist das eines Esels“. Der Kalif war fassungslos, zürnte und befahl seinen Männern, den Araber festzunehmen. Doch der Araber wollte sich nicht Hischams Tyrannei unterwerfen, woraufhin dieser ihn zum Tode verurteilte. Der Scharfrichter fragte zweimal, ob er die Hinrichtung vollziehen solle. Der Araber entgegnete, dass der Kalif ihn erst anhören solle, da er ihn schließlich jederzeit hinrichten lassen könne, was Hischam akzeptierte. Daraufhin rezitierte er:
»Ich hörte, ein Falke erjagte einmal/ Einen Spatz, den das Schicksal entgegen ihm trieb./ Da sprach in den Fängen des Falken der Spatz,/ Als der Falke die Beute von dannen trug:/ Wie bin ich so winzig und du so groß!/ Ein Wichtchen wie ich stopft den Magen dir nicht./ Da lächelte stolz und geschmeichelt der Falk',/ Und ließ den Sperling von hinnen ziehn.«
Da lächelte Hischam, beschenkte den Araber reich und ließ ihn ziehen.

## Hintergrund

### Textquellen
Die Geschichte findet sich in den ägyptischen Handschriften und den frühen arabischen Druckausgaben von Tausendundeine Nacht. Die Kalkutta-II-Ausgabe diente Richard Francis Burton für seine Sammlung.

### Rezeption
Die Erzählung findet sich in der Geschichtensammlung I'lam al-Nas von Muhammad Diyab al-Atlidi (17. Jahrhundert), sowie im Kitâb al-Mahâsin wa-’l-masâwî von al-Baihaqi.

### Wissenswertes
Nach der Arabian Nights Encyclopedia ist das Reh eine Antilope. Bei Gustav Weil trägt die Geschichte den Titel Geschichte Hischams, Sohn des Abd Almelik.

## Ausgaben
- Gustav Weil: Tausend und eine Nacht – Arabische Erzählungen, Karl Müller Verlag, Erlangen 1984 (Erstausgabe 1839), Band 2, S. 325–327.
- Enno Littmann: Die Erzählungen aus den tausendundein Nächten, Insel Verlag, Frankfurt 1968, Band 3, S. 93–95. (Kalkutta-II-Edition)